# Szachnowszczyzna
Szachnowszczyzna, Szachowszczyzna (biał. Шахноўшчына, Szachnouszczyna; ros. Шахновщина, Szachnowszczina) – wieś na Białorusi, w obwodzie mińskim, w rejonie stołpeckim, w sielsowiecie Mikołajewszczyzna.

## Historia
W XIX i w początkach XX w. położona była w Rosji, w guberni mińskiej, w powiecie mińskim, w gminie Świerżeń. Należała do Radziwiłłów.
W dwudziestoleciu międzywojennym leżała w Polsce, w województwie nowogródzkim, w powiecie stołpeckim, w gminie Świerżeń. W 1921 miejscowość liczyła 203 mieszkańców, zamieszkałych w 42 budynkach, w tym 198 Białorusinów i 5 Polaków. 112 mieszkańców było wyznania prawosławnego i 91 rzymskokatolickiego.
Po II wojnie światowej w granicach Związku Sowieckiego. Od 1991 w niepodległej Białorusi.